# Purwasari (Dramaga)
Purwasari is een bestuurslaag in het regentschap Bogor van de provincie West-Java, Indonesië. Purwasari telt 6656 inwoners (volkstelling 2010).